# Ylivieska
Ylivieska es una ciudad finlandesa. Se encuentra en la región de Ostrobotnia del Norte. Tiene 15 250 habitantes y un área de 573,12 km², de los cuales 4,56 km² es agua.
Fue fundada en 1867 y consiguió los derechos de ciudad en 1971. Ylivieska es conocida por ser una ciudad de servicios públicos y empresariales.
- Datos: Q735583
- Multimedia: Ylivieska / Q735583